# アップ・フロム・ジ・アッシェズ
『アップ・フロム・ジ・アッシェズ』（Up from the Ashes）は、アメリカ合衆国のヘヴィメタル・ミュージシャン、ドン・ドッケンが1990年に発表した、個人名義では初のスタジオ・アルバム。ただし、ドッケン自身は本作リリース前のインタビューにおいて「これは本当のバンドなんだ」「今回の作品を僕のソロ・アルバムだと思っている人もいるようだけど、ソロ・アーティストとしてアルバムを作る気なんてまったくなかった」と語っている。

## 背景
ドッケンが一度解散した後、ドン・ドッケンは元ウォッチタワーのビリー・ホワイト、元ヨーロッパのジョン・ノーラム、元アクセプトのピーター・バルテス、元キング・ダイアモンドのミッキー・ディーと共に本作をレコーディング。メンバーのうちノーラム、バルテス、ディーの3人はヨーロッパ人であり、そのことについてドン・ドッケンは『シカゴ・トリビューン』紙のインタビューで「俺はいつもヨーロッパのバンドが好きだった。俺はロサンゼルスで育ったけど、聴いていたのはヨーロッパの音楽だ。今このバンドには、同じスタイルのロックを聴いて育った奴が3人いる」と語っている。
ビリー・ホワイトは以前、ラットのステージに自分の演奏を録音したカセットテープを投げ込んでおり、その後ドン・ドッケンは、ボビー・ブロッツァー（ラットのドラマー）のホーム・スタジオにあったテープを聴いてホワイトの演奏に惹かれ、連絡を取ることにしたという。ピーター・バルテスは、ドッケンのデビュー・アルバム『ブレーキング・ザ・チェインズ』でもベースを弾いていたが、同アルバムのクレジットには、バルテスではなく後にラットで活動するフォアン・クルーシェの名前が記載された。
ジョン・ノーラムは後に、自身のソロ・アルバム『フェイス・ザ・トゥルース』（1992年）においてホワイト、バルデス、ディーの3人と再び共演した。また、その後ノーラムは再結成ドッケンに加入し、アルバム『ロング・ウェイ・ホーム』（2002年）に参加している。
本作で共同プロデューサーを務めたウィン・デイヴィスは、後に再結成ドッケンの多数の作品でエンジニアリング等を担当する。「ホエン・ラヴ・ファインズ・ア・フール」は、グレン・ヒューズがソングライティングに参加している。

## 反響
アメリカでは本作がBillboard 200で50位に達し、収録曲「ミラー・ミラー」は『ビルボード』のメインストリーム・ロック・チャートで26位に達した。
日本のオリコンチャートでは4週チャート圏内に入り、最高18位を記録。スウェーデンのアルバム・チャートでは2週連続でトップ30入りした。

## 収録曲
特記なき楽曲はドン・ドッケンとビリー・ホワイトの共作。
1. クラッシュ&バーン - "Crash 'N Burn" - 5:06
2. 1000マイルズ・アウェイ - "1000 Miles Away" (Don Dokken, John Norum) - 5:02
3. ホエン・サム・ナイツ - "When Some Nights" (D. Dokken, Billy White, J. Norum) - 4:29
4. フォーエヴァー - "Forever" (D. Dokken, Wyn Davis) - 5:24
5. リヴィング・ア・ライ - "Living a Lie" (D. Dokken, J. Norum) - 4:40
6. ホエン・ラヴ・ファインズ・ア・フール - "When Love Finds a Fool" (D. Dokken, Glenn Hughes) - 5:34
7. ギヴ・イット・アップ - "Give It Up" - 4:12
8. ミラー・ミラー - "Mirror Mirror" (D. Dokken, B. White, Mark Spiro) - 4:38
9. ステイ - "Stay" (D. Dokken, Mick Brown) - 4:32
10. ダウン・イン・フレイムズ - "Down in Flames" - 5:15
11. ザ・ハンガー - "The Hunger" - 5:07

## 参加ミュージシャン
- ドン・ドッケン - ボーカル、ギター
- ビリー・ホワイト - リードギター
- ジョン・ノーラム - リードギター、バッキング・ボーカル
- ピーター・バルテス - ベース、バッキング・ボーカル
- ミッキー・ディー - ドラムス、パーカッション